# Fidel Kindle
Fidel Kindle (* 1850 in Triesen, Fürstentum Liechtenstein; † im 20. Jahrhundert) war ein deutscher Architekt liechtensteinischer Herkunft, der in Gelsenkirchen lebte und arbeitete.

## Bauten
Kindle entwarf unter anderem die sogenannte „Engelsburg“, die 1897/1898 für den Grubenverwalter August Unterberg gebaut wurde. Das Haus steht auf dem Eckgrundstück Kurt-Schumacher-Straße / Uechtingstraße in Gelsenkirchen-Schalke. Im Zweiten Weltkrieg wurde es beschädigt und verlor seinen hohen Giebelaufsatz, auf dem sich eine Engelsfigur befand. Auch das Erdgeschoss war einst reich geschmückt und befindet sich nicht mehr im Urzustand.
Aus dem Jahr 1899 stammt das Gebäude Hauptstraße 50 in Gelsenkirchen, das Kindle für einen Schreinermeister entwarf.
1902 wurde das Haus Augustastraße 11 in Gelsenkirchen für den Bildhauer Theodor Hennig nach Plänen Kindles gebaut, das seit 1986 unter Denkmalschutz steht.
1905 wurde das ebenfalls unter Denkmalschutz stehende Mietshaus Bismarckstraße 41 in Gelsenkirchen nach Plänen Kindles errichtet.

## Trivia
Ab 1898 arbeitete John Lütgens, der aus Hamburg gekommen war, als Angestellter in Kindles Büro. Einige Jahre später eröffnete dieser in Köln ein eigenes Architekturbüro.